# Westerstetten (Adelsgeschlecht)
Westerstetten ist der Name eines süddeutschen Adelsgeschlechts des Niederadels, das seit 1264 belegt ist. In der frühneuzeitlichen Reichsritterschaft waren Westerstetter dem Ritterkanton Neckar-Schwarzwald sowie dem Ritterkanton Kocher zugeordnet. Im 17. Jahrhundert ist das Geschlecht erloschen.

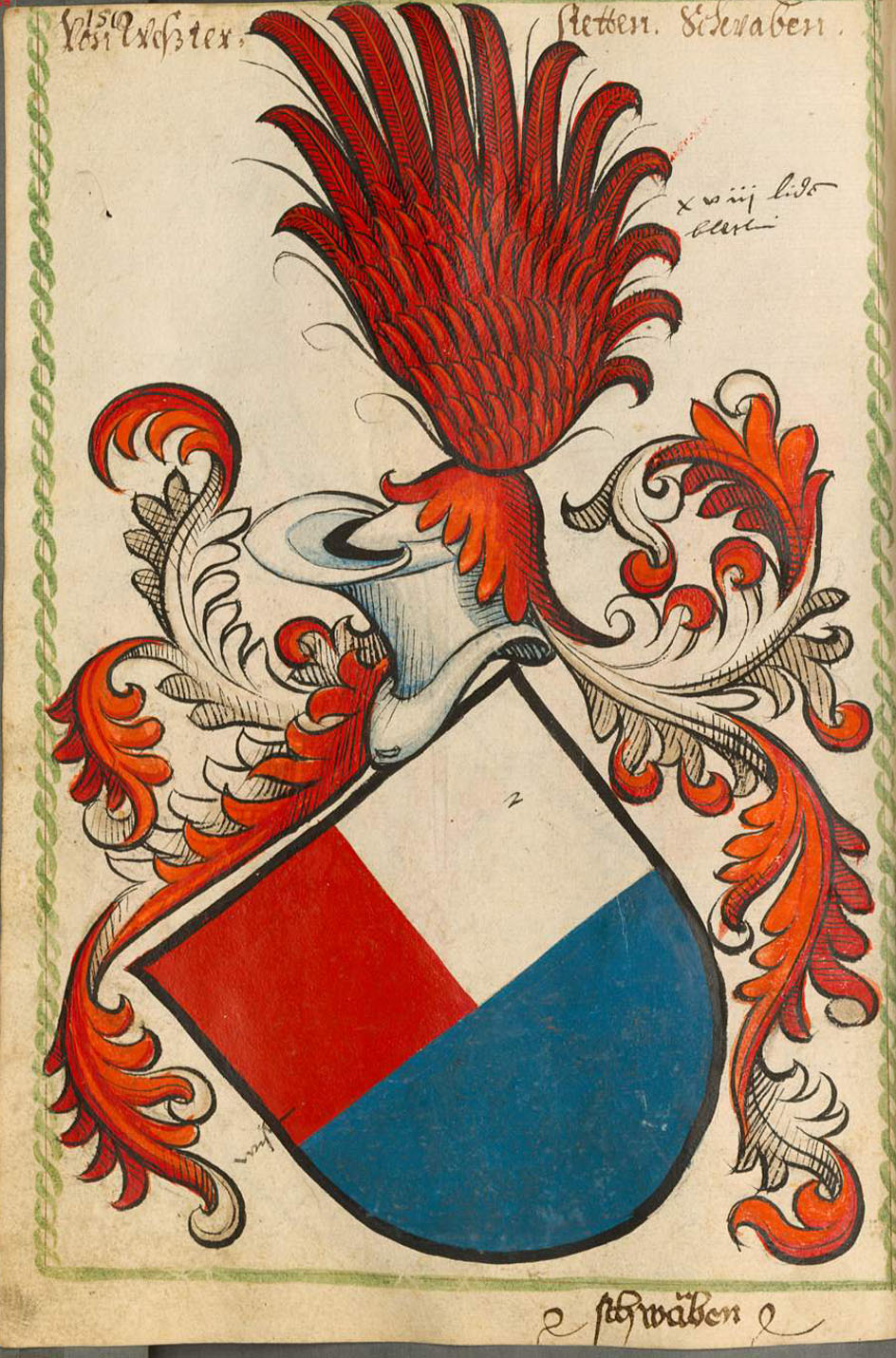
Wappen im Scheibler'schen Wappenbuch, älterer Teil (1450/1480)

## Geschichte
Als namensgebender Stammsitz gilt die Burg am Birkhof bei Westerstetten im heutigen baden-württembergischen Landkreis Alb-Donau-Kreis.
Die Familie besaß weiträumigen Besitz auf der Schwäbischen Alb und darüber hinaus.
Seit dem 14. Jahrhundert existierten mehrere Linien von Westerstetten, die sich zeitweise nach den Besitzungen Burg Drackenstein, Burg Katzenstein oder Burg Altenberg (Syrgenstein) nannten. Beispielsweise erinnern Grabdenkmäler in der Kirche St. Michael in Unterdrackenstein an die Bedeutung des Sitzes für die Familie. Daneben erhielt u. a. 1380 Hans von Westerstetten die Gleißenburg kurzzeitig als Besitz.
Die Stammburg inklusive Herrschaftsrechten in Westerstetten wurden Anfang des 15. Jahrhunderts an das Kloster Elchingen veräußert.
Ende des 14. Jahrhunderts orientierten sich die Westerstetter zu den Grafen von Helfenstein und leisteten u. a. Dienst als Vogt auf der Burg Helfenstein.
Mit dem 15. Jahrhundert finden sich die Westerstetter zunehmend im Umfeld und in Diensten der Grafen bzw. Herzöge von Württemberg. Beispielsweise begleitete Ulrich von Westerstetten 1468 Graf Eberhard von Württemberg auf seiner Pilgerreise.
Im 17. Jahrhundert war Johann Christoph von Westerstetten Fürstbischof von Eichstätt.

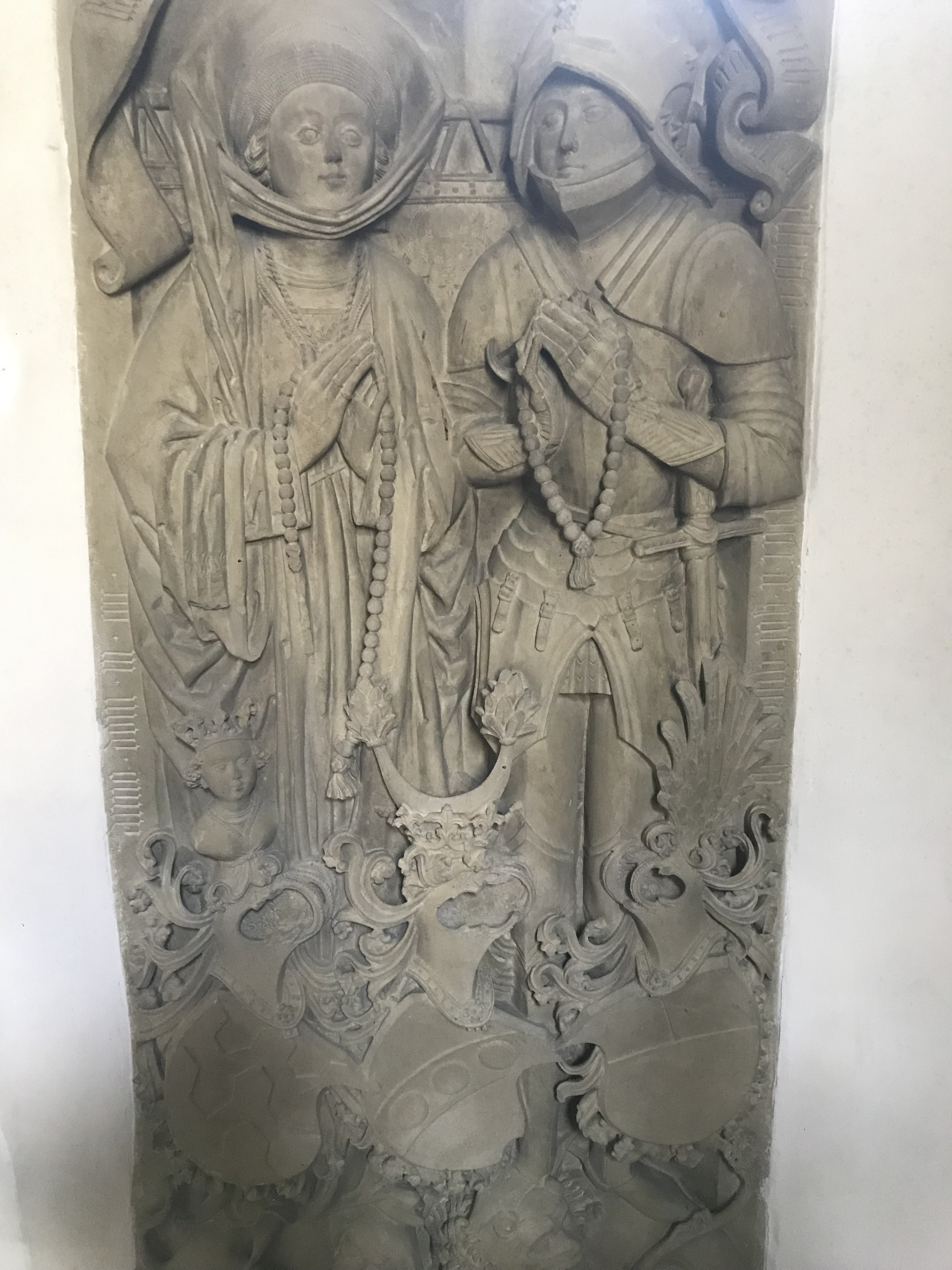
Grabdenkmal Ulrich von Westerstetten in Unterdrackenstein